# شماره تلفن فوریتی بحران

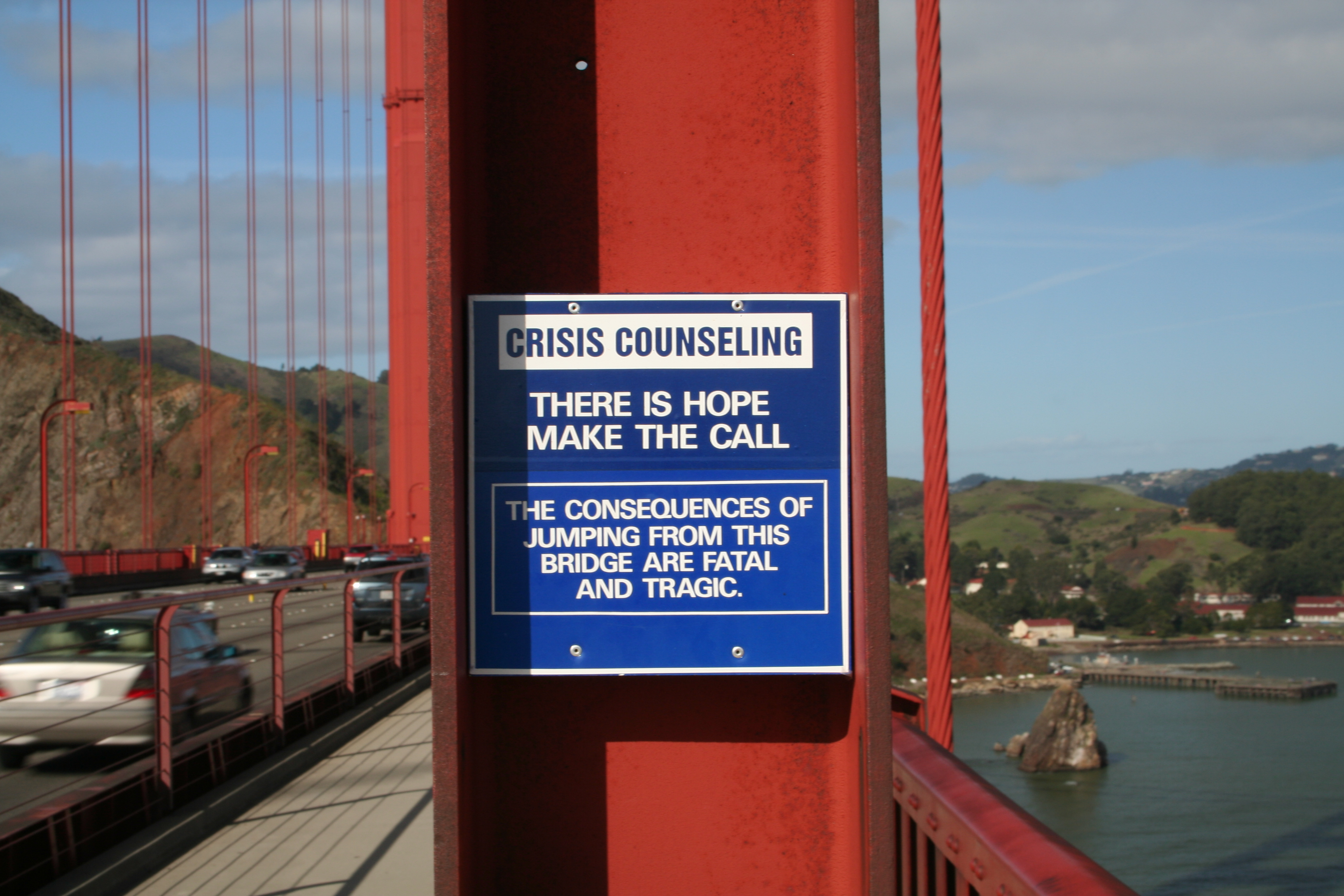
این علامت که روی پل گلدن گیت نصب شده، شماره تلفن فوریتی را به جهت پیشگیری از خودکشی نشان می‌دهد.

تلفن فوریتی بحران یا خط بحران (به انگلیسی: Crisis hotline) شماره تلفنی است که افراد قادرند برای دریافت خدمات مشاورهٔ تلفنیِ رایگان و فوری از اشخاص متخصص و گاهی داوطلب برای امور فوریتی همچون خودکشی، مورد تجاوز واقع‌شدن، قربانی قلدری شدن، مشاهدهٔ مواردی همچون کودک فراری، قاچاق انسان و... در هفت روز هفته و ۲۴ ساعت شبانه‌روز با آنها تماس بگیرند. این تلفن‌ها در آمریکا از اواخر دههٔ ۱۹۷۰ میلادی و نخست برای کمک به اشخاصی که اقدام به خودکشی می‌کردند، شروع به کار نمودند. با وجود رایج بودن آنها تأثیرگذار بودنشان روی کاهش خودکشی مشخص نیست.